# Eugenia complicata
Eugenia complicata är en myrtenväxtart som beskrevs av Otto Karl Berg. Eugenia complicata ingår i släktet Eugenia och familjen myrtenväxter. Inga underarter finns listade i Catalogue of Life.